# Академічне веслування на літніх Олімпійських іграх 2024 — двійки (чоловіки)
Змагання з академічного веслування в розпашних двійках без стернового серед чоловіків на літніх Олімпійських іграх 2024 у Парижі тривають з 28 липня до 2 серпня на Національному олімпійському морському стадіоні Іль-де-Франс у Вер-сюр-Марні.

## Розклад
Змагання тривають вісім днів. Вказано час початку сесії. Під час однієї сесії можуть відбуватися змагання в кількох різних дисциплінах. 
Вказано центральноєвропейський літній час (UTC+2)
| Дата                     | Час   | Раунд             |
| ------------------------ | ----- | ----------------- |
| Неділя, 28 липня 2024    | 10:30 | Попередні запливи |
| Понеділок, 29 липня 2024 | 10:30 | Втішні запливи    |
| Середа, 31 липня 2024    | 10:54 | Півфінали         |
| П'ятниця, 2 серпня 2024  | 10:54 | Фінали            |

## Результати

### Попередні запливи
Перші три човни з кожного запливу кваліфікувалися до півфіналів, а решта - потрапили до втішного запливу.

#### Заплив 1
| Місце | Доріжка | Веслувальники                               | Країна              | Час     | Нотатки |
| ----- | ------- | ------------------------------------------- | ------------------- | ------- | ------- |
| 1     | 1       | Хайме Каналехо Пасос Хав'єр Гарсія Ордоньєс | Іспанія (ESP)       | 6:32.28 | Q       |
| 2     | 5       | Денієл Вільямсон Філліп Вілсон              | Нова Зеландія (NZL) | 6:32.44 | Q       |
| 3     | 2       | Росс Корріґан Натан Тімоні                  | Ірландія (IRL)      | 6:32.69 | Q       |
| 4     | 3       | Роман Руслі Андрін Ґуліх                    | Швейцарія (SUI)     | 6:32.71 | В       |
| 5     | 4       | Біллі Бендер Олівер Баб                     | США (USA)           | 7:02.62 | В       |

#### Заплив 2
| Місце | Доріжка | Веслувальники                        | Країна         | Час     | Нотатки |
| ----- | ------- | ------------------------------------ | -------------- | ------- | ------- |
| 1     | 4       | Мартін Сінкович Валент Сінкович      | Хорватія (CRO) | 6:35.28 | Q       |
| 2     | 2       | Флорін Артені Флорін Лехачі          | Румунія (ROU)  | 6:40.29 | Q       |
| 3     | 1       | Довідас Станкунас Домантас Станкунас | Литва (LTU)    | 6:44.59 | Q       |
| 4     | 3       | Давіде Коміні Джованні Кодато        | Італія (ITA)   | 6:50.25 | В       |

#### Заплив 3
| Місце | Доріжка | Веслувальники                     | Країна                | Час     | Нотатки |
| ----- | ------- | --------------------------------- | --------------------- | ------- | ------- |
| 1     | 2       | Олівер Вінне-Гріффіт Томас Джордж | Велика Британія (GBR) | 6:33.88 | Q       |
| 2     | 4       | Джон Сміт Крістофер Бакстер       | ПАР (RSA)             | 6:36.71 | Q       |
| 3     | 3       | Юліус Кріст Зенке Крузе           | Німеччина (GER)       | 6:38.86 | Q       |
| 4     | 1       | Патрік Голт Саймон Кінан          | Австралія (AUS)       | 6:49.79 | В       |

### Втішний заплив
Перші три човни виходять до півфіналу, четвертий - вибуває.
| Місце | Доріжка | Веслувальники                 | Країна          | Час     | Нотатки |
| ----- | ------- | ----------------------------- | --------------- | ------- | ------- |
| 1     | 3       | Роман Руслі Андрін Ґуліх      | Швейцарія (SUI) | 6:47.38 | Q       |
| 2     | 4       | Давіде Коміні Джованні Кодато | Італія (ITA)    | 6:50.31 | Q       |
| 3     | 1       | Біллі Бендер Олівер Баб       | США (USA)       | 6:51.32 | Q       |
| 4     | 2       | Патрік Голт Саймон Кінан      | Австралія (AUS) | 6:53.40 |         |

### Півфінали
Перші троє човнів з кожного запливу виходять до фіналу A, решта - до фіналу B 

#### Півфінал A/B 1
| Місце | Доріжка | Веслувальники                               | Країна          | Час     | Нотатки |
| ----- | ------- | ------------------------------------------- | --------------- | ------- | ------- |
| 1     | 3       | Мартін Сінкович Валент Сінкович             | Хорватія (CRO)  | 6:29.98 | FA      |
| 2     | 6       | Роман Руслі Андрін Ґуліх                    | Швейцарія (SUI) | 6:32.18 | FA      |
| 3     | 4       | Хайме Каналехо Пасос Хав'єр Гарсія Ордоньєс | Іспанія (ESP)   | 6:36.30 | FA      |
| 4     | 5       | Джон Сміт Крістофер Бакстер                 | ПАР (RSA)       | 6:40.35 | FB      |
| 5     | 2       | Довідас Станкунас Домантас Станкунас        | Литва (LTU)     | 6:43.60 | FB      |
| 6     | 1       | Біллі Бендер Олівер Баб                     | США (USA)       | 6:46.11 | FB      |

#### Півфінал A/B 2
| Місце | Доріжка | Веслувальники                     | Країна                | Час     | Нотатки |
| ----- | ------- | --------------------------------- | --------------------- | ------- | ------- |
| 1     | 2       | Флорін Артені Флорін Лехачі       | Румунія (ROU)         | 6:29.86 | FA      |
| 2     | 3       | Олівер Вінне-Гріффіт Томас Джордж | Велика Британія (GBR) | 6:31.56 | FA      |
| 3     | 5       | Росс Корріґан Натан Тімоні        | Ірландія (IRL)        | 6:32.22 | FA      |
| 4     | 4       | Ден Вільямсон Філліп Вілсон       | Нова Зеландія (NZL)   | 6:32.77 | FB      |
| 5     | 6       | Давіде Коміні Джованні Кодато     | Італія (ITA)          | 6:45.86 | FB      |
| 6     | 1       | Юліус Кріст Зенке Крузе           | Німеччина (GER)       | 6:47.13 | FB      |

### Фінальна частина

#### Фінал B
| Місце | Доріжка | Веслувальники                        | Країна              | Час     | Нотатки |
| ----- | ------- | ------------------------------------ | ------------------- | ------- | ------- |
| 7     | 3       | Ден Вільямсон Філліп Вілсон          | Нова Зеландія (NZL) | 6:24.55 |         |
| 8     | 5       | Довідас Станкунас Домантас Станкунас | Литва (LTU)         | 6:25.94 |         |
| 9     | 4       | Джон Сміт Крістофер Бакстер          | ПАР (RSA)           | 6:27.11 |         |
| 10    | 6       | Біллі Бендер Олівер Баб              | США (USA)           | 6:28.57 |         |
| 11    | 1       | Юліус Кріст Зенке Крузе              | Німеччина (GER)     | 6:28.61 |         |
| 12    | 2       | Давіде Коміні Джованні Кодато        | Італія (ITA)        | 6:28.61 |         |

#### Фінал A
| Місце | Доріжка | Веслувальники                               | Країна                | Час     | Нотатки |
| ----- | ------- | ------------------------------------------- | --------------------- | ------- | ------- |
| 1     | 3       | Мартін Сінкович Валент Сінкович             | Хорватія (CRO)        | 6:23.66 |         |
| 2     | 5       | Олівер Вінне-Гріффіт Томас Джордж           | Велика Британія (GBR) | 6:24.11 |         |
| 3     | 2       | Роман Руслі Андрін Ґуліх                    | Швейцарія (SUI)       | 6:24.76 |         |
| 4     | 1       | Флорін Артені Флорін Лехачі                 | Румунія (ROU)         | 6:25.61 |         |
| 5     | 4       | Хайме Каналехо Пасос Хав'єр Гарсія Ордоньєс | Іспанія (ESP)         | 6:29.60 |         |
| 6     | 6       | Росс Корріґан Натан Тімоні                  | Ірландія (IRL)        | 6:30.49 |         |